# شهرستان جینگ (هبئی)
شهرستان جینگ (به انگلیسی: Jing County) یک شهرستان در چین است که در هنگشوی واقع شده‌است.